# Plesioneuron crassum
Plesioneuron crassum är en kärrbräkenväxtart. Plesioneuron crassum ingår i släktet Plesioneuron och familjen Thelypteridaceae.

## Underarter
Arten delas in i följande underarter:
- P. c. chromeanum
- P. c. crassum